# أسعد قطيط
أسعد قطيط مواليد 6 نوفمبر 1924 ، كان رئيس مجلس منظمة الطيران المدني الدولي (الإيكاو) 1976-2006. توفي في مونتريال، كندا في 27 فبراير/شباط 2014 عن عمر ناهز الـ89 عاما.

## السيرة الذاتية
ولد أسعد قطيط في لبنان عام 1924 في حاصبيا. في عام 1948 تخرج من الجامعة الفرنسية في بيروت ، أكمل الدكتوراه في القانون عام 1952 في جامعة باريس وانظم إلى معهد الدراسات الدولية، وبالإضافة إلى ذلك، تخرج من أكاديمية القانون الدولي في لاهاي . عاد إلى لبنان عام 1953 وأصبح رئيس دائرة الخدمات القانونية، الاتفاقيات الدولية والعلاقات الخارجية للمديرية العامة للطيران المدني في لبنان. من 1956 إلى 1962، شغل منصب ممثل لبنان في مجلس منظمة الطيران المدني الدولي، وفي عام 1963 حتى 1964 كان رئيس الخدمات الإدارية عن المديرية العامة للنقل من لبنان. مثل لبنان مرة أخرى في مجلس الإيكاو. في 1 أغسطس 1976 عين رئيسا للمجلس، وخلفه المكسيكي روبرتو كوبيه كونزاليس سنة 2006.

## وصلات خارجية
- أسعد قطيط من موقع الإيكاو